# Solvarbo
Solvarbo är en tätort i Säters kommun i Dalarnas län, belägen i Gustafs socken. 

## Befolkningsutveckling
| Befolkningsutvecklingen i Solvarbo 1960–2020 | Befolkningsutvecklingen i Solvarbo 1960–2020 | Befolkningsutvecklingen i Solvarbo 1960–2020 | Befolkningsutvecklingen i Solvarbo 1960–2020 | Befolkningsutvecklingen i Solvarbo 1960–2020 |
| -------------------------------------------- | -------------------------------------------- | -------------------------------------------- | -------------------------------------------- | -------------------------------------------- |
|                                              |                                              |                                              |                                              |                                              |
| År                                           |                                              |                                              | Folkmängd                                    | Areal (ha)                                   |
| 1960                                         | 1960                                         |                                              | 313                                          |                                              |
| 1965                                         | 1965                                         |                                              | 295                                          |                                              |
| 1970                                         | 1970                                         |                                              | 280                                          |                                              |
| 1975                                         | 1975                                         |                                              | 280                                          |                                              |
| 1980                                         | 1980                                         |                                              | 351                                          |                                              |
| 1990                                         | 1990                                         |                                              | 242                                          | 62                                           |
| 1995                                         | 1995                                         |                                              | 328                                          | 64                                           |
| 2000                                         | 2000                                         |                                              | 304                                          | 64                                           |
| 2005                                         | 2005                                         |                                              | 332                                          | 64                                           |
| 2010                                         | 2010                                         |                                              | 321                                          | 64                                           |
| 2015                                         | 2015                                         |                                              | 301                                          | 70                                           |
| 2020                                         | 2020                                         |                                              | 315                                          | 72                                           |
|                                              |                                              |                                              |                                              |                                              |

## Samhället
I byn finns en bystuga och en stenvalvsbro, Hyttbäcksbron. 

## Evenemang
Byn har en marknad dit över 10 000 besökare kommer varje år.